# Dorsifulcrum rotundum
Dorsifulcrum rotundum là một loài bướm đêm trong họ Geometridae.